# Dalarna
Dalarna là một tỉnh lịch sử hay landskap ở miền trung Thụy Điển
Dalarna giáp Härjedalen, Hälsingland, Gästrikland, Västmanland và Värmland. Nó cũng giáp Na Uy ở phía tây. Quận Dalarna được thành lập vào năm 1997 khi quận Kopparberg đổi tên; thủ phủ của quận là Pháp Luân. Tỉnh Dalarna, mặc dù có diện tích chung với hạt Dalarna, nhưng có lớn hơn  một chút và bao gồm một phần nhỏ của hạt Gävleborg về phía tây bắc.
Từ "Dalarna" có nghĩa là "thung lũng". Khu vực này là một địa điểm nghỉ dưỡng phổ biến cho người Thụy Điển từ phía nam, những người thường xuyên đi lại để thư giãn trong kỳ nghỉ hè, do ở đây có các khu vực câu cá, khu cắm trại đẹp, và rừng rậm. Nhiều người Thụy Điển sở hữu hay thuê nơi cư trú thứ hai của họ tại Dalarna. Khu vực xung quanh Hồ Siljan là trung tâm nông nghiệp và du lịch.
Cư dân Dalarna nó một thứ ngôn ngữ cổ, tiếng Dalecarlia.
Địa hình đa dạng của Dalarna hình thành một sự nhấp nhô từ độ cao khoảng 3.900 feet (1.200 mét) ở phía tây bắc xuống dưới 1.000 feet (300 mét) ở phía đông nam. Khu vực fjäll, hay còn được biết đến là vùng cao, mang đặc điểm thiên nhiên cằn cỗi. Quận chủ yếu mở rộng với rừng rậm, và các nhánh của sông Dal chạy qua các thung lũng sâu ở phía tây của quận. Trong số đó, sông Österdal chảy qua Hồ Siljan, một trong những hồ lớn nhất Thụy Điển. Bergslagen, một trong những khu vực khai thác mỏ lớn nhất Thụy Điển, chứa không chỉ sắt quan trọng mà còn vàng, bạc, chì và đồng. Khai thác gỗ, cưa, chế biến gỗ và dệt vải cũng đóng vai trò quan trọng. Diện tích của Dalarna là 11.739 dặm vuông (30.404 km vuông), với dân số ước tính vào năm 2005 là 276.042 người.